# Bernard Monnot
Pour les articles homonymes, voir Monnot.
Bernard Monnot est un ancien directeur à la Société générale, membre du conseil scientifique d'Attac, ancien banquier reconverti dans la lutte contre les paradis fiscaux et la grande délinquance financière.

## Affaire Clearstream 2
Bernard Monnot a reconnu être l'auteur de l'un cinq courriers parvenus au magistrat Renaud van Ruymbeke dans le cadre de l'affaire Clearstream 2. Ce courrier posté de Lyon consistait en un cédérom contenant des listes de comptes de Clearstream. Le cinquième courrier a été posté à Lyon le 7 juin 2004 et est arrivé à Paris le 9 juin 2004.
Ce fichier était aux mains de Denis Robert et d'Ernest Backes, coauteurs du livre Révélation$ consacré à Clearstream, qui en distribuaient la copie à qui voulait.
Bernard Monnot a affirmé avoir agi en toute transparence avec l'accord du juge Renaud van Ruymbeke et dit avoir été surpris que sa missive ait été "anonymisée" dans la procédure. Estimant que l'ancien banquier avait agi de bonne foi, les deux juges ne l'ont pas mis en examen et lui ont accordé le statut de "témoin assisté".
L'ex-vice-président d'EADS, Jean-Louis Gergorin, mis en examen le 1er juin 2006 pour « dénonciation calomnieuse » et « faux et usage de faux », a reconnu être l'auteur des quatre autres des cinq courriers « anonymes » adressés au juge Renaud van Ruymbeke.
Le 12 septembre 2006, Bernard Monnot a été entendu par le juge Renaud van Ruymbeke chargé de l'affaire des frégates de Taiwan.